# 후안 디에고

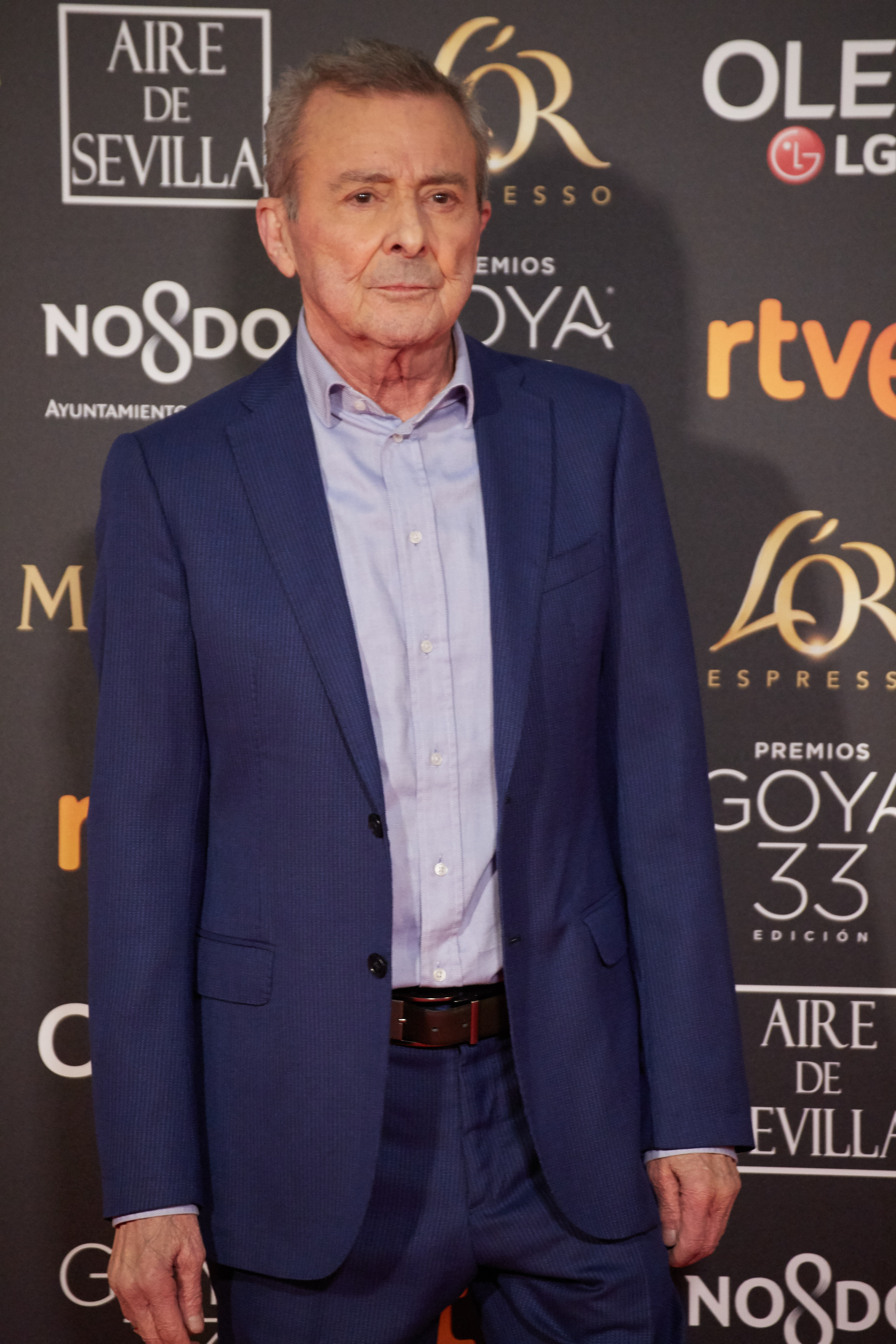
후안 디에고(2019년)

후안 디에고(스페인어: Juan Diego, 1942년 12월 14일~2022년 4월 28일)는 스페인의 배우이다.

## 출연 작품

### 영화
- 《언설튼 글로리》(2017년)
- 《캔트 세이 굿바이》(2017년)
- 《암흑 속의 30년》(2012년) - 마누엘 코르테즈 목소리 역
- 《페인리스》(2012년)
- 《마타도르 온 더 로드》(2011년)
- 《투 헬 위드 더 어글리》(2010년)
- 《로페》(2010년)
- 《캐주얼 데이》(2007년)
- 《나에게서 사라져》(2006년)
- 《춤추는 나의 베아트리체》(2006년) - 알프레도 역
- 《7번째 날》(2004년)
- 《넥스트 라이프》(2004년)
- 《토레몰리노스 73》(2003년)
- 《노벰버》(2003년)
- 《욕망의 처녀》(2002년)
- 《유어 더 원》(2000년)
- 《엘 인비에르노 데 라스 안자나스》(2000년)
- 《당신의 다리 사이》(1999년)
- 《하몽 하몽》(1992년)
- 《카베자 드 바카》(1991년)
- 《어두운 밤 》(1989년)
- 《라우라》(1987년)
- 《질투의 드라마》(1970년)